# Nefer
Nefer, en fornegyptisk symbol för skönhet, var mycket omtyckt och använd av de gamla egyptierna.
Den användes på smycken, vaser, krukor, prydnadsföremål med mera. Den har ett dussin olika betydelser i den egyptiska litteraturen, alla positiva, och den införlivades i många personnamn, däribland de ryktbara namnen Nefertiti och Nefertari, gemåler till faraonerna Echnaton respektive Ramses II (Ramses den store).